# District de Kosovo
Pour les articles homonymes, voir Kosovo (homonymie).
Le district de Kosovo (en serbe cyrillique Косовски округ, en serbe latin Kosovski okrug, en albanais Komuna e Kosovës) était l'un des districts qui composent le Kosovo selon les subdivisions qui étaient définies par la Serbie. Il était situé dans la partie centrale du Kosovo. Il avait pour centre administratif la ville de Pristina. En 2000, le redécoupage mis en place par la MINUK en avait divisé le territoire entre les deux nouveaux districts de Pristina et de Ferizaj.

## Municipalités
Le premier nom donné est serbe et le second albanais :
- Glogovac / Gllogovc
- Kačanik / Kaçanik
- Kosovo Polje / Fushë Kosovë
- Lipljan / Lipjan
- Obilić / Obiliq
- Podujevo / Podujevë
- Priština / Prishtinë
- Štimlje / Shtime
- Štrpce / Shtërpcë
- Uroševac / Ferizaj

## Populations
Toutes les municipalités du territoire sont à prédominance albanophone sauf Štrpce, au sud, qui a une majorité serbe.

## Histoire et patrimoine
À proximité immédiate de Priština se trouvent un site archéologique de l'époque néolithique et celui de la colonie romaine de Vicianum. Le centre de la ville abrite la mosquée impériale, construite sous le sultan Mehmed Fatih en mémoire de la bataille de Kosovo Polje, en 1389.
C'est également près de Priština qu'est situé le monastère de Gračanica, dernière construction monumentale du roi de Serbie Stefan Milutin, érigée en 1315. Célèbre pour son architecture et ses fresques, c'est aujourd'hui un couvent orthodoxe ouvert aux visiteurs.

## Économie
Les ressources minérales et l'exploitation minière jouent un rôle important dans l'économie de la région. Ses gisements de minerais de plomb et de zinc se classent parmi les premiers d'Europe tant par leur volume que par leur qualité.